# Bad Camberg
Bad Camberg är en stad i Landkreis Limburg-Weilburg i Regierungsbezirk Gießen i förbundslandet Hessen i Tyskland.